# 예영로
예영로(Yeyeong-ro)는 경상북도 예천군 예천읍 동예천 교차로와 영주시 문정동 한국폴리텍6대학 영주캠퍼스를 잇는 경상북도의 도로이다.

## 역사
- 2000년 2월 24일 : 경상북도 영주시 문정동 ~ 예천군 감천면 포리 10.0km 구간을 자동차 전용도로로 지정[1]
- 2002년 9월 19일 : 영주 ~ 감천간 도로(영주시 문정동 ~ 장수면 갈산리) 3.84km 구간 확장 개통[2]
- 2004년 9월 25일 : 영주 ~ 감천간 도로(영주시 장수면 갈산리 ~ 예천군 감천면 유리) 3.4km 구간 확장 개통[3]
- 2005년 6월 30일 : 영주 ~ 감천간 도로(영주시 가흥동 ~ 예천군 감천면 포리) 13.2km 구간 확장 개통, 기존 13.9km 구간 폐지[4]
- 2009년 7월 30일 : 2개 이상 시·군에 걸쳐 있는 도로로 예영로를 고시[5]
- 2009년 9월 17일 : 예천군 감천면 포리 ~ 예천읍 청복리 10.6km 구간을 자동차 전용도로로 지정[6]
- 2009년 12월 23일 : 감천 ~ 예천간 도로(예천군 감천면 포리 ~ 예천읍 청복리) 10.6km 구간 확장 개통, 기존 예천군 감천면 포리 ~ 예천읍 지내리 13.9km 구간 폐지[7]

## 주요 경유지
경상북도
- 예천군 (예천읍 · 감천면) - 영주시 (장수면 · 문정동)

## 노선
전 구간 국도 제28호선에 속하므로 이 노선에 대한 별도 표기는 생략한다.
- (■): 자동차 전용도로 구간

| 이름                               | 접속 노선                            | 소재지 | 소재지 | 비고                                    |
| ---------------------------------- | ------------------------------------ | ------ | ------ | --------------------------------------- |
| 동예천 교차로 (청북교)             | 국도 제28호선 국도 제34호선 (경서로) | 예천군 | 예천읍 |                                         |
| 등본1교                            |                                      | 예천군 | 예천읍 |                                         |
| 통명 교차로                        | 지방도 제928호선 (보문로)            | 예천군 | 예천읍 |                                         |
| 우계교                             |                                      | 예천군 | 예천읍 |                                         |
| 갈구 교차로                        | 충효로 동막미륵길                    | 예천군 | 예천읍 |                                         |
| 덕율2 교차로                       | 충효로                               | 예천군 | 감천면 | 영주 방면 진입 불가 예천 방면 진출 불가 |
| 덕율1 교차로 (덕율1교)             | 충효로                               | 예천군 | 감천면 | 영주 방면 진출 불가 예천 방면 진입 불가 |
| 포리 교차로                        | 충효로                               | 예천군 | 감천면 |                                         |
| 감천 교차로 (감천육교)             | 충효로                               | 예천군 | 감천면 | 영주 방면 진출 불가                     |
| 대맥 교차로                        | 충효로                               | 예천군 | 감천면 |                                         |
| 유리 교차로                        | 충효로                               | 예천군 | 감천면 |                                         |
| 남산1교                            |                                      | 예천군 | 감천면 |                                         |
| 갈산교                             |                                      | 영주시 | 장수면 |                                         |
| 영주 나들목 (장수 교차로) (화가교) | 55호선 중앙고속도로 충효로           | 영주시 | 장수면 |                                         |
| 반구3교 반구2교 반구1교 일계교     |                                      | 영주시 | 장수면 |                                         |
| 두전 교차로 (문정교)               | 장수로                               | 영주시 | 가흥동 |                                         |
| 애앗고개                           |                                      | 영주시 | 가흥동 |                                         |
| 한국폴리텍6대학 영주캠퍼스         | 가흥로1번길 가흥로2번길              | 영주시 | 가흥동 |                                         |
| 가흥로와 직결                      |                                      |        |        |                                         |